# آندری چیکاتیلو
آندری رومانوویچ چیکاتیلو (روسی: Андрей Романович Чикатило، اوکراینی: Андрій Романович Чикатило؛ شانزده اکتبر ۱۹۳۶ – چهارده مارس ۱۹۹۴) یک قاتل زنجیره‌ای در اتحاد جماهیر شوروی بود. نام مستعار قصاب روستوف، چاک‌دهنده روستوف است. او بین سال‌های ۱۹۷۸ و ۱۹۹۰ در روسیه، اوکراین، ازبکستان اتحادیه جماهیر شوروی مرتکب جرم‌هایی از قبیل تجاوز جنسی، قطع عضو، و قتل دست‌کم ۵۲ زن و کودک شده‌بود. چیکاتیلو در مجموع به بیش‌از ۵۶ فقره قتل اعتراف کرد، ولی محکومیت او برای ۵۳ فقره از این قتل‌ها در مارس ۱۹۹۲ انجام شد. او به اعدام محکوم شد.
آندری چیکاتیلو که با اسامی مستعار قصاب روستوف یا چاک‌دهنده روستوف نیز معروف است، بین سالهای ۱۹۷۸ و ۱۹۹۰ در روسیه، اوکراین، ازبکستان اتحادیه جماهیر شوروی دست به جنایاتی شدید زده است.
وی متهم به جرم‌هایی وحشتناک از جمله قتل، تجاوز، مثله کردن و قطع عضو است. آندره به بیش از ۵۶ فقره قتل اعتراف کرده و در بین قربانیان آن دست کم ۵۲ کودک و زن دیده می‌شوند. وی به طور قطعی به ۵۳ فقره قتل محکوم شد. وی در ابتدا معلم یک مدرسه بود که به دلیل انجام برخی حرکات غیر اخلاقی با دانش آموزان اخراج شد. بعد از آن بود که قتل‌های زنجیره‌ای وی آغاز شده و دو قتل نخست آن شامل دو دختر ۹ و ۱۷ ساله می‌شدند. وی پس از دستگیری ادعا کرده بود که خون مقتولان را می‌چشیده است.